# Templul Shaolin
Templul Shaolin este un templu vechi de peste 1.500 de ani, aflat pe muntele Songshan din China, loc de apariție a numeroase stiluri și școli de arte marțiale, reunite sub numele de „Boxul de la Shaolin”.
Denumirea în chineză este 少林寺 (Shàolín sì) — templul (寺 sì) se află adăpostit într-o pădure (林 lín) de la poalele lui Shàoshì (少室), principalul vârf vestic al muntelui Songshan, unul dintre cei 5 munți sacri ai Chinei. Luată ca atare, sintagma 少林 shàolín poate însemna și pădure tânără.
Templul Shaolin a cunoscut vremuri de glorie și dezvoltare, dar nici nu a scăpat de dezastre, fiind ars de trei ori, astăzi păstrându-se doar câteva clădiri importante.  
Listă a templelor active: Templul Shaolin de Nord, Templul Kongxiang, Templul Xinmi Chaohua, Templul Zhengzhou Xiansheng, Templul Shangqiu Guanyin, Templul Xiangyang Donglin, Templul Gongyi Ciyun, Templele Guangu Shaolin.   